# 4251 Kavasch
A 4251 Kavasch (ideiglenes jelöléssel 1985 JK1) a Naprendszer kisbolygóövében található aszteroida. Carolyn Shoemaker fedezte fel 1985. május 11-én.